# Gerson Fehrenbach

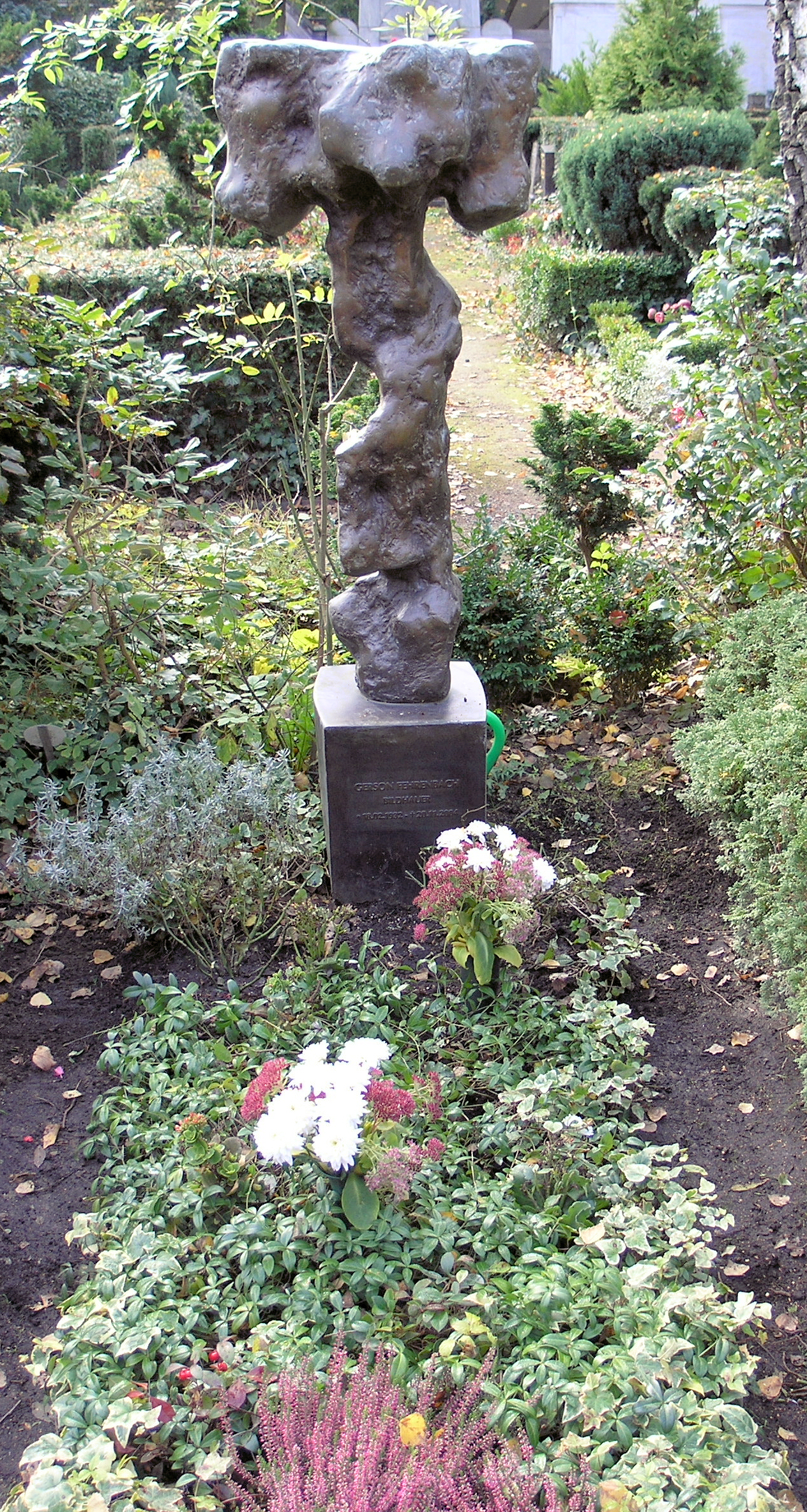
Grabstätte, Stubenrauchstraße 43–45, in Berlin-Friedenau

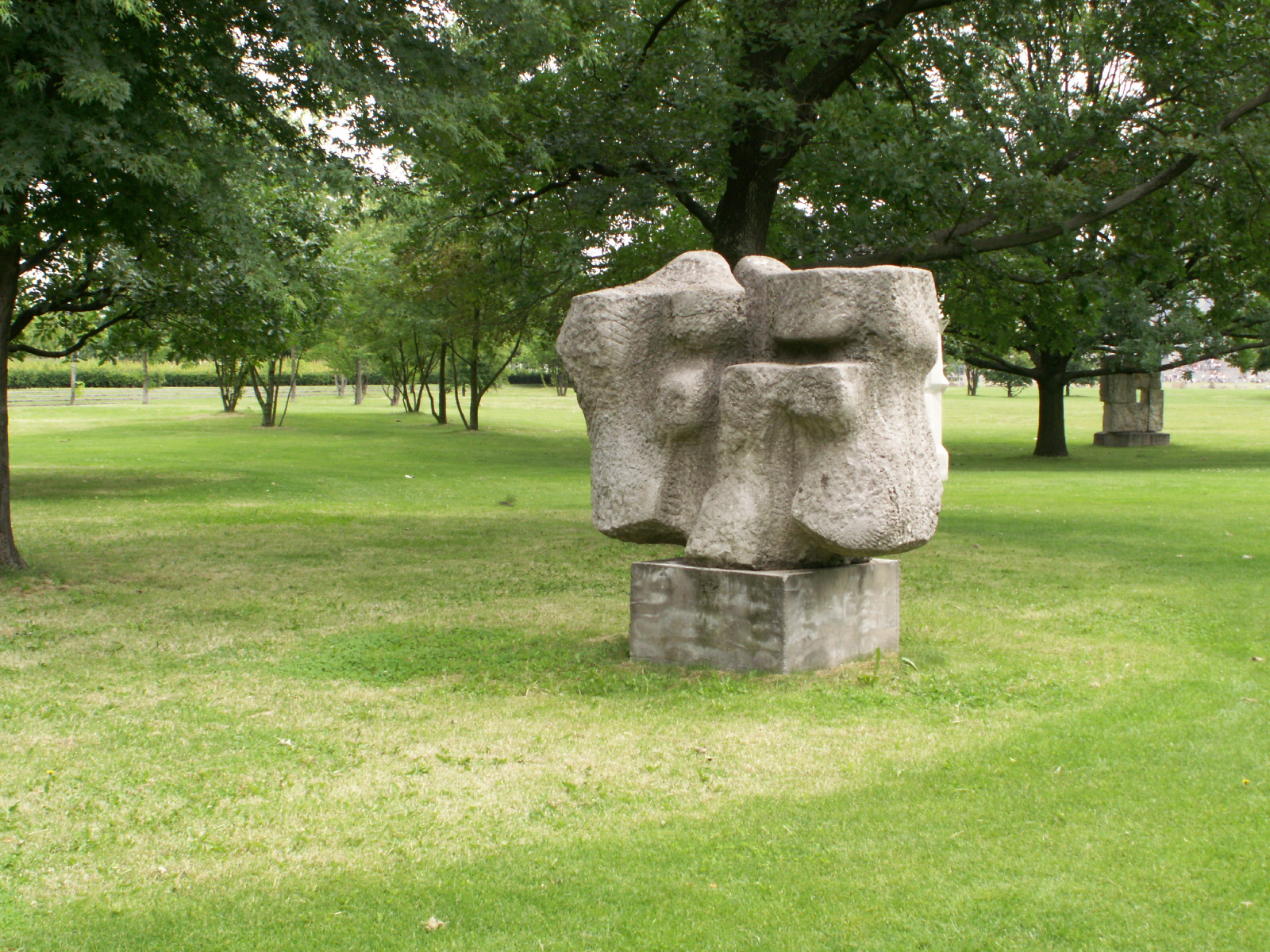
Symposion europäischer Bildhauer, ohne Titel, Berlin (1961/63)

Gerson Fehrenbach (* 18. Februar 1932 in Villingen; † 20. November 2004 in Berlin) war ein deutscher Bildhauer.

## Leben
Gerson Fehrenbach wurde am 18. Februar 1932 in Villingen geboren. Sein künstlerisches Handwerkszeug erhielt er während einer Holzbildhauerlehre und dem Besuch der Kunstgewerbeschule in Bonndorf im Schwarzwald bei Walter Schelenz. Von 1954 bis 1960 studierte er bei Karl Hartung an der Hochschule der Künste Berlin. 1963 wurde er Assistent von Erich Fritz Reuter. Mit kurzer Unterbrechung lehrte er von 1963 bis 1980 an der TU Berlin.
Reisen und Stipendien führten ihn unter anderem nach Florenz, Paris, den Niederlanden und England. Schon früh nahm er an bedeutenden Ausstellungen wie beispielsweise der documenta III 1964 in Kassel teil und erhielt wichtige öffentliche Aufträge wie 1963 die Schaffung des Gedenksteins für die Synagoge Münchener Straße in Berlin. Weitere Plastiken finden sich im Öffentlichen Raum unter anderem in Berlin, Frankfurt am Main, Pfullendorf, Offenburg, Villingen und Schwenningen und im
Skulpturenpark Schloss Philippsruhe.
Gerson Fehrenbach war Mitglied im Deutschen Künstlerbund.
Er wurde auf dem Städtischen Friedhof Stubenrauchstraße in Berlin-Friedenau beigesetzt.

## Werk
Stilistisch sind Fehrenbachs Plastiken dem Informel zuzuordnen. Das Studium der Natur und der antiken Kunst verarbeitete er zusammen mit Anregungen der klassischen Moderne und Einflüssen von seinem Lehrer Karl Hartung zu einer individuellen Bildsprache.
Er verarbeitete seine Eindrücke in autonomen, organisch wuchernden Formen, die sich auf ein intensives Naturstudium gründeten. Viele seiner Werke sind einerseits von horizontalen und vertikalen Achsen und andererseits von „knubbelartigen“ Ausstülpungen gekennzeichnet. Seine Haupt-Materialien waren Stein, Bronze und Beton. Die Motive entnahm Fehrenbach aus Mythologie und Religion.